# Château du Sendat
Le château du Sendat est un château situé sur la commune de La Réunion, dans le département de Lot-et-Garonne .

## Historique
Il existe une maison-forte dès la fin du XIe siècle. Le château est construit au XIIIe siècle, mais il est en grande partie reconstruit au XVIIe siècle et transformé par Félix Duban entre 1851 et 1867.
Poton de Xaintrailles et La Hire s´y arrêtent en allant rejoindre Jeanne d'Arc.
Blaise de Monluc y séjourne en 1561.
Sous l’ancien régime, le domaine Sendat  et ses annexes Notre-Dame de Couthures, Saint-Martin de Miraunes, Sendac de Lézignan près de Lourdes était une cure du diocèse de Condom archiprêtré de Cayran, à la nomination de l’évêque. L’église du Sendat supprimée par les Constitutionnels dans leur projet de circonscription de 1792 fut érigée à l’Organisation (1803) en succursale du canton de Casteljaloux.
Nota. La liste Lacapère (1604) ne fait pas mention du Sendat mais il cite la cure de Saint-Martin de Myranes et son annexe Notre-Dame de Cothures. Il y a lieu de croire que Saint-Martin de Myranes (capella de Miranis dans le compte de 1326) était l’église primitive et qu’elle a été remplacée dans la suite des temps par celle du Sendat voisine du château.
L’église de Couthures annexe du Sendat avant la Révolution désignée pour être une cure dans le projet des Constitutionnels a été supprimée à l’Organisation (1803). Elle est cependant restée jusqu’à nos jours annexe mais sans titre légal du Sendat. Cette église avait été donnée au XIIe siècle à l’abbaye de La Sauve par Élie de Castillon, évêque d’Agen (1149-1182). Elle est citée dans une bulle de Célestin III, de 1197, parmi les possessions de cette abbaye. Dans la suite, elle fut unie au prieuré de Monheurt, membre de la même abbaye.
Sous l’ancien régime, Beyrac était annexe d’Anzex. L’église prenait le titre de cure dans le projet de circonscription (1792). Elle fut d’abord supprimée à l’Organisation (1803), puis érigée en annexe du Sendat par décret du 17 avril 1806. 
Topographie.
Les anciennes paroisses du Sendat, de Couthures, de Beyrac et de Loupiac ont formé la commune de La Réunion. Le territoire de la paroisse actuelle du Sendat est donc le même que celui de la commune de La Réunion. 

### Les familles propriétaires
Le château du Sendat a appartenu à trois grandes familles : les Montlezun, les Montesquiou puis les Morin.
En 1622, Jean-Charles de Montesquiou, baron du Sendat, catholique, a tué un capitaine protestant, M. du Soulier. Il est condamné à mort par contumace. Il a obtenu la grâce du roi Louis XIII. Cependant, les frais de procès et les indemnités qu'il a dû payer à la veuve du capitaine l'ont forcé à vendre ses biens. Par une lettre adressée le 15 février 1628 à la jurade de Casteljaloux par François de Morin, on apprend qu'il est le seigneur du château du Sendat. Cette propriété a été enregistrée dans l'arrêt du parlement de Bordeaux du 7 septembre 1626 indiquant que la baronnie du Sendat et les seigneuries de Cantiran et de Rimbèz ont été adjugées pour 49 000 livres à feu noble Jean de Sarrau, conseiller du roi, mais qu'il a été subrogé par François de Morin, conseiller du roi en sa cour de Parlement et chambre de Guyenne.
- Jean I de Morin, conseiller en la Chambre de Guyenne depuis le 23 juillet 1600, marié à Catherine de Madronet du Tasta. Il est originaire de Bretagne, mais protestant, il vient en Guyenne pour mettre sa croyance religieuse sous la protection de Jeanne d'Albret,
  - François de Morin, baron du Sendat, gouverneur du duché d'Albret dès la minorité du duc de Bouillon et d'Albret[4], a reçu au château du Sendat le 22 juin 1660, le duc de Bouillon et le maréchal de Turenne séjournèrent au château du Sendat en revenant des noces royales de Louis XIV à Saint-Jean de Luz[5].
  - Jean II de Morin, conseiller au parlement de Bordeaux, et de Jeanne de Gascq,
    - Jean Benjamin de Morin, baron du Sendat, lieutenant au régiment de Turenne[6],
      - Jean III de Morin, baron du Sendat, marié, le 26 janvier 1703, avec Henriette de Gascq, et mort le 19 mars 1753. 
        - Jean Henri de Morin marié le 23 février 1767 avec  Marguerite de Gervain de Roquepiquet,
          - Pierre Barthélemy de Morin (1768-30 novembre 1850), marié en 1802 avec Charlotte de Gervain de Roquepiquet, conseiller général du département de Lot-et-Garonne,
            - Henri-Léon Edmond de Morin, baron du Sendat, né à Casteljaloux le 9 octobre 1807, mort au château du Sendat le 7 juin 1870. Il est propriétaire du château du Sendat par un acte de partage fait le 23 novembre 1841 par son père. Il habite aussi à Paris, rue du Cirque. Il est conseiller général du Lot-et-Garonne depuis 1852. N'ayant plus les titres d'érection de Sendat en baronnie, il obtient un décret impérial en 1862 confirmant son titre de baron héréditaire. Il s'est marié le 12 juin 1845 avec Marie-Eugénie Gailleton, fille de Joseph Gailleton, ancien négociant, et de Marie-Barbe-Françoise Bourgeois, son épouse. La fortune de son épouse lui a permis d'entreprendre la modernisation de son château du Sendat où il réside après la mort de son père, le 30 novembre 1850.Il s'adresse à l'architecte Félix Duban, en 1851.

Le château passe par héritage à Mme Vatin-Pérignon, légataire de la baronne du Sendat. Elle le vend en 1923 à M. Maubourguet. Sa fille, Éliette Maubourguet (22 décembre 1915-22 février 2013) s'est mariée avec Jacques Lemoîne (23 décembre 1895-13 février 1968), fondateur du journal Sud Ouest.

### Restauration du château par Félix Duban
Deux dessins faits par Léo Drouyn à la demande de Henri de Morin permettent de voir le château du Sendat avant et après l'intervention de Félix Duban.
Henri de Morin s'adresse à Félix Duban au printemps en 1851. Le début de l'intervention de l'architecte au Sendat est perturbée par son travail sur la palais du Louvre. Les choix des interventions à faire sur le château sont arrêtés avec le baron du Sendat à la fin de 1852. Les travaux sur le gros œuvre du château commencent en 1853 sous la direction de Leroy avec Nicolas-Eugène Lambert (1814-1875) comme inspecteur. Les travaux du gros œuvre doivent être terminés au printemps 1856 quand Leroy quitte le chantier. Ces travaux ont été perturbés par l'intervention de Duban sur du chantier de l'hôtel Galliera. Pour permettre d'augmenter la surface des pièces de réception, l'architecte ne change pas le plan général du château mais le surélève des ailes et reprend sa silhouette en transformant les parties hautes en individualisant avec force les grands toits et en ajoutant des mâchicoulis et des toits coniques aux tours des ailes mais en conservant leur dissymétrie. En 1853, l'architecte propose de réaliser des cheminées semblables à celles du château de Blois, « irrégulières, fantasques, sans symétrie aucune ». Il transforme l'entrée du château en l'augmentant sa taille. Il a aménagé une galerie au premier étage de l'ancienne aile ouest, ouverte sur la cour.
Les travaux se poursuivent alors à l'intérieur du château. Il transforme les anciens appartements de l'aile centrale du XVIIe siècle pour en faire des salles de réception. À l'ancienne série - antichambre, chambre, cabinet et garde-robe - il met en place la suite salle à manger, salon, galerie et attaché au salon, un billard et un petit salon dans l'ancien cabinet. Les appartements privés occupent l'autre moitié du logis et l'aile est. À l'extrémité de l'aile est, dans la tour sud-est, mais sans communication avec les appartements, il a installé une chapelle au rez-de-chaussée et une bibliothèque à l'étage. Ces parties ont été les dernières réalisées, vers 1864, sous la direction de Lecœur. Duban fait travailler le sculpteur Auguste-Hyacinthe Debay (1804-1865) pour réaliser la cheminée de la bibliothèque. Pour le mobilier des pièces de réception il fait travailler les meilleurs ébénistes de Paris, Henri-Auguste Fourdinois, Henri-Léonard Wassmus.

### Protection
Les allées qui mènent au château, les parterres, le réservoir, les façades et toitures des communs ont été inscrits au titre des monuments historiques le 22 novembre 1996 ; le château, avec ses communs et dépendances ont été classés le 8 décembre 2003.

## Description
L'édifice mêle un château fort sur les fronts nord et sud avec des tours circulaires et bordent une cour intérieure ouverte à l'est et fermée à l'ouest par un bâtiment du XVIIe siècle. Cette aile est cantonnée par deux pavillons avec côté cour un avant-corps central. Une galerie à étage borde le front nord. Le style néo-gothique du XIXe siècle est très présent. 